# Panaropsis semiota
Panaropsis semiota is een vlindersoort uit de familie van de prachtvlinders (Riodinidae), onderfamilie Riodininae.
Panaropsis semiota werd in 1868 beschreven door H. Bates.
De soort komt voor in Brazilië en Frans-Guyana. De mannetjes hebben een voorvleugellengte van 17 millimeter, de vrouwtjes van 18 millimeter.